# Хасіока Даїкі
Хасіо́ка Даї́кі (яп. 橋岡 大樹; нар. 17 травня 1999) — японський футболіст, що грав на позиції захисника.

## Клубна кар'єра
У дорослому футболі дебютував 2017 року виступами за команду клубу «Урава Ред Даймондс».

## Кар'єра в збірній
Дебютував 2019 року в офіційних матчах у складі національної збірної Японії. У формі головної команди країни зіграв 2 матчі.

## Статистика виступів
| Збірна Японії | Збірна Японії | Збірна Японії |
| Рік           | Матчі         | Голи          |
| ------------- | ------------- | ------------- |
| 2019          | 2             | 0             |
| Загалом       | 2             | 0             |

## Титули і досягнення
- Володар Кубка банку Суруга (1):

«Урава Ред Даймондс»:  2017
- Клубний чемпіон Азії (1):

«Урава Ред Даймондс»:  2017
- Володар Кубка Імператора (1):

«Урава Ред Даймондс»:  2018